# Политика памяти
Политика памяти или историческая политика — коммеморативная практика, набор приёмов и методов, с помощью которых находящиеся у власти политические силы, используя административные и финансовые ресурсы государства, стремятся утвердить определённые интерпретации исторических событий как доминирующие.
Термин историческая политика появился в Германии в 1980-х годах, в начале XXI века был заимствован и стал широко использоваться в Польше, где идеи проведения специфической исторической политики приобрели значительную поддержку.
Явление исторической политики характерно для плюралистических обществ, в которых невозможна прямая идеологическая монополия, реализуемая средствами цензуры и административного контроля над профессиональной историографией. По мнению сторонников явления, без «правильной» мемориализации невозможно благополучное развитие общества. По мнению критиков, «моральное памятование» не только неэффективно, но и может иметь негативные последствия, в том числе закрепляя этническое противостояние. Проект глобальной памяти не дал результатов, вместо него наблюдается консолидация памяти в рамках отдельных стран. Критический анализ механизмов политики памяти, включая её ключевые глобалистские постулаты, перестал рассматриваться как маргинальный.
По мнению части исследователей, понятие «исторической политики» существенно отличается от понятий «политизации истории» и «политики памяти», и речь идёт преимущественно о политическом феномене, который должен изучаться, прежде всего, как часть политики.

## Происхождение термина
В начале 1980-х годов канцлер Германии Гельмут Коль пытался добиться «морально-политического поворота» и более позитивного характера немецкого патриотизма с тем, чтобы он не строился исключительно на признании немецким народом собственной вины за преступления Третьего рейха. Для этой цели требовалось скорректировать подход к теме ответственности за преступления нацизма, который сформировался в 1960—1970-х годах, когда у власти в ФРГ были социал-демократы. Выдержанные в этом духе выступления историков Эрнста Нольте, Михаэля Штюрмера и ряда их сторонников привели в 1986—1987 годах к так называемому «спору историков» (нем. Historikerstreit) о причинах возникновения нацизма и о Второй мировой войне. В ходе этих дискуссий возник термин «историческая политика» (нем. Geschichtspolitik), который использовали оппоненты предлагавшейся политики, вследствие чего сам термин приобрёл отчетливо критический характер.
В ходе «спора историков» Юрген Хабермас и его сторонники смогли утвердить представление о Geschitspolitik (исторической политике) как о сугубо негативном понятии, что отразило представление о памятовании как о сфере, в которой ведущую роль должно играть гражданское общество, а не политики.
В 2004 году группа польских историков выступила с инициативой разработки и проведения активной исторической политики ради утверждения «здорового патриотизма» и противостояния «искажениям» польской истории внутри страны и за рубежом. Использованный ими термин «историческая политика» (пол. polityka historyczna) был очевидной калькой с немецкого «Geschichtspolitik», что и не скрывалось. При этом, в отличие от Германии, в Польше термин «историческая политика» был использован самими инициаторами и сторонниками такой политики, то есть применялся как самоназвание. Вслед за Польшей приемы и методы исторической политики стали широко использоваться в других восточноевропейских странах, что привело и к активному использованию самого понятия «историческая политика».

## Методы
Исследователи исторической политики выделяют следующие приёмы и механизмы, используемые для её проведения:
- организация институтов национальной памяти и учреждений, схожих с ними по функциям и принципам организации (польский Институт национальной памяти — Комиссия по расследованию преступлений против польского народа, Украинский институт национальной памяти, организации в других странах);
- создание специальных музеев под прямым патронатом определённых политических сил (Музей варшавского восстания, Дом террора в Будапеште, Музей советской оккупации Украины в Киеве, в странах Прибалтики и т. д.);
- принятие законов, направленных на догматизацию той или иной трактовки исторических событий (например, закон «О Голодоморе 1932—1933 годов на Украине»[6], введение уголовной ответственности в Литве за «одобрение советской и нацистской агрессии»[7] и т. п.);
- использование финансовых рычагов (финансирование проектов, осуществляемых по политическому заказу, предоставление высокооплачиваемых должностей и т. п.);
- ограничение доступа к архивам;
- использование контроля над СМИ;
- использование контроля над системой образования;
- воздействие на символическую сферу (создание и продвижение пантеона исторических личностей, учреждение памятных дней, проведение акций памяти, использование государственной и национальной символики и т. п.).

## Идеологические основания и мотивы
В идеологическом обеспечении исторической политики выделяют следующие постулаты: история и память представляются как арена политической борьбы с внешним и внутренним противником. Этим оправдывается отступление от принципов профессиональной этики, ограничение свободы высказывания, изменение принципов финансирования; поскольку считается очевидным, что внешний противник стремится утвердить свою враждебную интерпретацию событий прошлого, долг отечественных историков — солидарно противостоять этой опасности, главным образом через отстаивание противоположных аргументов. Это приводит к разрушению пространства для диалога внутри страны и к нагнетанию конфликтности в отношениях с внешним миром; оправданием исторической политики служат ссылки на плачевное состояние патриотизма и преподавания истории в школе, что, в свою очередь, используется как аргумент для отказа от плюрализма в учебниках и концепциях.
Американский психолог Харальд Вельцер отмечает, что тоталитарные государства проводят политику изменения исторической памяти, поскольку для полного контроля над людьми необходимо овладеть их памятью.

## История
После Второй мировой войны сформировался так называемый «нюрнбергский консенсус», согласно которому «основная вина и ответственность за беспримерное зло, олицетворением которого служит Холокост, лежит на нацистской Германии, которую разгромил союз стран разных, но единых в стремлении защитить ценности гуманизма». «Нюрнбергский консенсус» не стал общепризнанным в мировом масштабе, поскольку во многих странах восприятие войны существенно различалось, однако внимание на этих отличиях не акцентировалось. Ведущие державы бывшей антигитлеровской коалиции, уже находясь по разные стороны фронта Холодной войны, тем не менее, разделяли общую рамочную позицию. В новейший период в западных странах «нюрнбергский консенсус» был вытеснен нарративом о существовании двух тоталитаризмов, нацистского и коммунистического, которые в равной степени ответственны за все преступления во время Второй мировой войны. В рамках этого подхода Россия как наследник СССР рассматривается не в качестве ведущей силы в борьбе с нацизмом, а как его пособник по развязыванию войны. Российское руководство продолжает отстаивать основные черты «нюрнбергского консенсуса» на международном уровне и во внутренней политике. Отчасти затенённая ранее «полифония памятей» трансформируется в войну памяти.
Один из аспект политики памяти заключается в стремлении к глобальной стандартизации «расчётов с прошлым» и памяти о жертвах преступлений против человечности, которая в конце ХХ и начале ХХI века стала значимой частью идеологии прав человека. В книге ирландской исследовательницы Лии Дэвид 2020 года «Прошлое не излечит нас: опасности декретирования памяти во имя прав человека» анализируется формирование подхода к политике памяти, который автор называет «моральным памятованием» («moral remembering»), и вопрос его эффективности. По мнению Дэвид, «спор историков» в Германии в 1986‒1987 годов стал одним из важных триггеров в процессе создания концепции «морального памятования».
Вскоре после «спора историков» произошло падение социалистических режимов в Восточной Европе, а затем и в СССР. В 1980-е годы прекратило существование большинство военных диктатур в странах Латинской Америки и жёстко авторитарные режимы в Восточной Азии. В 1994 году окончился режим апартеида в ЮАР. В 1990-е годы произошёл распад Югославии. Эти события поставили вопрос о «расчёте с прошлым», к которому относится выяснение истории нарушений прав человека и других преступлений, совершённых диктаторскими режимами, а также вопрос о компенсации жертвам этих преступлений. В решении этих вопросов принимало участие большое число влиятельных международных НПО, в результате чего тема стала важной частью мировой политики. Идеологическая конфронтация Холодной войны в рамках международных отношений сменилась темой прав человека, с течением времени получившей черты идеологии. Моральное памятование преступлений действовавших в прошлом недемократических режимов стало составной частью проблематики прав человека.
В конце ХХ и начале ХХI века все страны Восточной Европы начали «поиски потерянного (своего) геноцида», отодвигая геноцид евреев. Вплоть до 1980-х годов вопрос об ответственности за Холокост кого-то, кроме немцев, почти не поднимался. В 1990-е и начало 2000-х годов различные нации Евросоюза, включая французов, голландцев, норвежцев и других стали активно обсуждать внутри своих стран меру собственной ответственности за катастрофу еврейских евреев. Однако затем новые восточноевропейские члены Евросоюза начали менять направление политики памяти ЕС в направление истории двух тоталитаризмов, акцентировании внимания на собственных «геноцидах» и страданиях. Польские авторы осудили «критический патриотизм» в качестве «педагогики стыда», заменив его тем, что Кристиной Кончал было названо «мнемоническим популизмом» («моралистский, мотивированный успехом у избирателей и прежде всего антиплюралистский взгляд на прошлое») — стремлением отстаивать светлый и страдальческий образ нации, привлекательный для избирателей, и подавлять попытки польских и зарубежных исследователей критически проанализировать участие поляков в Холокосте — в частности, и посредством принятия специальных мемориальных законов.
23 января 2014 года был опубликован специальный доклад ООН «О процессах мемориализации в постконфликтных и разделённых обществах», подготовленный Фаридой Шахид, полномочия которой были установлены Советом по правам человека ООН в 2009 году. В своём докладе Шахид отметила ряд проблем, которые возникают при реализации политики «морального памятования». Автор предлагает «подготовить компендиум передовой практики в области увековечения памяти, в котором были бы отражены встретившиеся трудности и достигнутые результаты в рамках этого процесса». Авторы докладов формулируют единый стандарт морального памятования, который предлагается применять в глобальном масштабе и включает три составляющие — «обязанность разобраться с прошлым», «обязанность помнить» и «справедливость для жертв».
«Правильная» мемориализация может рассматриваться как необходимое условие для благополучного развития общества. Такой подход имеет место, например, в российской популярной литературе о политике памяти. По мнению Лии Дэвид, «утверждение особых стандартов мемориализации в конфликтных и постконфликтных обществах» не способно обеспечить принятие прав человека; «моральное памятование» не может решить или сгладить националистические конфликты и привести к устойчивым изменениям. Дэвид утверждает, что «моральное памятование» может создавать негативные последствия. Эти стандарты дают однозначную трактовку участников конфликтов как жертв, преступников и наблюдателей, тогда как реальная ситуация может быть иной. Утверждаемое деление закрепляет этническое противостояние и создаёт новое неравенство. Стандарты морального памятования, которые продвигают международные организации, игнорируют локальную специфику и другие возможные подходы, а также на местах нередко приводят к имитации подхода национальными властями, стремящимися к сохранению в числе национальных героев совершавших преступления против человечности. Критический анализ механизмов политики памяти перестал быть периферийным. До недавнего времени подход Дэвид рассматривался бы как маргинальный, однако её книга получила широкий и положительный отклик.
Политика памяти начала XXI века характеризуется потерей легитимности «трёх главных столпов» глобальной памяти — «нюрнбергского консенсуса» в памяти о Второй мировой войне, памяти о Холокосте как об уникальном и несравнимом событии и стандарты «морального памятования» в отношении преступлений против человечности и нарушениях прав человека. Наблюдаются возрастающий антагонизм разнообразных мнемонических акторов; тенденция к защите памяти; очистка национального медийного пространства от внешних влияний, рассматриваемых как «опасные»; стигматизация оппонентов; тесная привязка политики памяти и политики идентичности, которая всё больше опирается на память о виктимизации конкретной общности. Возникли новые, цифровые формы бытования памяти, которые стали значительным фактором усиления антагонизма. Вместо проекта глобальной памяти происходит консолидация памяти в рамках отдельных стран. На открытии нового здания Китайской Академии истории в 2019 году в Пекине Си Цзиньпин говорил об «уверенности в своей истории» как «одной из важных политических задач». С 2010-х годов некоторые исследователи политики памяти предложили агонистский подход, взаимно уважительный диалог при осознании, что невозможно прийти к единому пониманию прошлого

## Историческая политика в России
По мнению А. И. Миллера, историческая политика в России в начале первого десятилетия XXI века развивалась менее интенсивно, чем в соседних восточноевропейских странах, но в середине этого десятилетия проявились серьёзные признаки её активизации: выход так называемого «учебника Филиппова»; создание Комиссии по противодействию попыткам фальсификации истории в ущерб интересам России (упразднена в 2012 году); попытки инициировать выявление «фальсификаторов» в среде профессиональных историков; создание таких фондов, как «Историческая память» под руководством Александра Дюкова.
Основным полем противоборства в исторической политике является массовое историческое сознание с его образами исторического прошлого. Историческая политика направлена на формирование «правильных» образов прошлого у подрастающих поколений россиян.